# Sistema de numeração quaternário
Quaternário é um sistema de numeração posicional em que todas as quantidades (todos os possíveis números naturais) se representam com base em quatro números, ou seja, zero, um, dois e três (0, 1, 2 e 3).

## Conversões

### Conversão Decimal-Quaternário
Para realizar a conversão de decimal para quaternário, pode ser utilizado o método das divisões sucessivas por 4. Por exemplo, o número 45:
- dividindo-o por 4, o quociente é 11 e o resto é 1;
- dividindo 11 por 4, temos resto 3 e quociente 2;
- 2 é menor que 4, então as divisões param por aí;
- partindo do quociente da última divisão e seguindo pelos restos das divisões (da última à primeira), obtemos o resultado: {\displaystyle 45_{10}=231_{4}}

### Conversão Quaternário-Decimal
Uma forma de realizar a conversão de quaternário para decimal é utilizando o método proveniente do TFN. Esse método consiste em pegar o k-ésimo algarismo do número quaternário (sejam n algarismos, e definiremos a ordem do primeiro ao n-ésimo a começar do algarismo das unidades, ou seja, da direita para a esquerda) e multiplicar por {\displaystyle 4^{k-1}}, e depois somar todos os resultados. Por exemplo, {\displaystyle \mathbf {313} _{4}=\mathbf {3} \times 4^{2}+\mathbf {1} \times 4^{1}+\mathbf {3} \times 4^{0}=3\times 16+1\times 4+3\times 1=48+4+3=55_{10}}.

## Em relação a outros sistemas de numeração posicional
| Decimal     | 1      | 2      | 3      | 4      | 5      | 6      | 7      | 8      | 9      | 10     | 11     | 12     | 13     | 14     | 15     | 16      |
| Quaternário | 1      | 2      | 3      | 10     | 11     | 12     | 13     | 20     | 21     | 22     | 23     | 30     | 31     | 32     | 33     | 100     |
| ----------- | ------ | ------ | ------ | ------ | ------ | ------ | ------ | ------ | ------ | ------ | ------ | ------ | ------ | ------ | ------ | ------- |
| Octal       | 1      | 2      | 3      | 4      | 5      | 6      | 7      | 10     | 11     | 12     | 13     | 14     | 15     | 16     | 17     | 20      |
| Binário     | 1      | 10     | 11     | 100    | 101    | 110    | 111    | 1000   | 1001   | 1010   | 1011   | 1100   | 1101   | 1110   | 1111   | 10000   |
|             |        |        |        |        |        |        |        |        |        |        |        |        |        |        |        |         |
| Decimal     | 17     | 18     | 19     | 20     | 21     | 22     | 23     | 24     | 25     | 26     | 27     | 28     | 29     | 30     | 31     | 32      |
| Quaternário | 101    | 102    | 103    | 110    | 111    | 112    | 113    | 120    | 121    | 122    | 123    | 130    | 131    | 132    | 133    | 200     |
| Octal       | 21     | 22     | 23     | 24     | 25     | 26     | 27     | 30     | 31     | 32     | 33     | 34     | 35     | 36     | 37     | 40      |
| Binário     | 10001  | 10010  | 10011  | 10100  | 10101  | 10110  | 10111  | 11000  | 11001  | 11010  | 11011  | 11100  | 11101  | 11110  | 11111  | 100000  |
|             |        |        |        |        |        |        |        |        |        |        |        |        |        |        |        |         |
| Decimal     | 33     | 34     | 35     | 36     | 37     | 38     | 39     | 40     | 41     | 42     | 43     | 44     | 45     | 46     | 47     | 48      |
| Quaternário | 201    | 202    | 203    | 210    | 211    | 212    | 213    | 220    | 221    | 222    | 223    | 230    | 231    | 232    | 233    | 300     |
| Octal       | 41     | 42     | 43     | 44     | 45     | 46     | 47     | 50     | 51     | 52     | 53     | 54     | 55     | 56     | 57     | 60      |
| Binário     | 100001 | 100010 | 100011 | 100100 | 100101 | 100110 | 100111 | 101000 | 101001 | 101010 | 101011 | 101100 | 101101 | 101110 | 101111 | 110000  |
|             |        |        |        |        |        |        |        |        |        |        |        |        |        |        |        |         |
| Decimal     | 49     | 50     | 51     | 52     | 53     | 54     | 55     | 56     | 57     | 58     | 59     | 60     | 61     | 62     | 63     | 64      |
| Quaternário | 301    | 302    | 303    | 310    | 311    | 312    | 313    | 320    | 321    | 322    | 323    | 330    | 331    | 332    | 333    | 1000    |
| Octal       | 61     | 62     | 63     | 64     | 65     | 66     | 67     | 70     | 71     | 72     | 73     | 74     | 75     | 76     | 77     | 100     |
| Binário     | 110001 | 110010 | 110011 | 110100 | 110101 | 110110 | 110111 | 111000 | 111001 | 111010 | 111011 | 111100 | 111101 | 111110 | 111111 | 1000000 |
|             |        |        |        |        |        |        |        |        |        |        |        |        |        |        |        |         |

### Relação com o sistema binário
Assim como os sistemas octal e hexadecimal, o sistema quaternário tem uma relação especial com o sistema binário. Cada base 4, 8 e 16 é uma potência de 2, assim a conversão para o binário e do binário é efetuada combinando cada dígito com 2, 3 ou 4 dígitos binários, ou bits. Por exemplo, na base 4,
302104 = 11 00 10 01 002.
Embora o octal e o hexadecimal sejam largamente usados em computação e programação de computadores na discussão e na análise de aritmética binária e lógica, o quaternário não possui a mesma importância.
Pela analogia com byte e nybble, um dígito quaternário às vezes é denominado crumb.[carece de fontes?]

## Frações
Devido a terem apenas fatores iguais a 2, muitas frações em quaternário possuem dígitos repetidos, embora estas tendam a ser relativamente simples:
| Base decimal Fatores primos da base: 2, 5 Menor fator primo de um número inferior à base: 3 Menor fator primo de um número superior à base: 11 Outros fatores primos: 7 13 | Base decimal Fatores primos da base: 2, 5 Menor fator primo de um número inferior à base: 3 Menor fator primo de um número superior à base: 11 Outros fatores primos: 7 13 | Base decimal Fatores primos da base: 2, 5 Menor fator primo de um número inferior à base: 3 Menor fator primo de um número superior à base: 11 Outros fatores primos: 7 13 | Base quaternária Fatores primos da base: 2 Menor fator primo de um número inferior à base: 3 Menor fator primo de um número superior à base: 11 Outros fatores primos: 13 23 31 | Base quaternária Fatores primos da base: 2 Menor fator primo de um número inferior à base: 3 Menor fator primo de um número superior à base: 11 Outros fatores primos: 13 23 31 | Base quaternária Fatores primos da base: 2 Menor fator primo de um número inferior à base: 3 Menor fator primo de um número superior à base: 11 Outros fatores primos: 13 23 31 |
| Fração | Fatores primos do denominador | Representação posicional | Representação posicional | Fatores primos do denominador | Fração |
| 1/2 | 2 | 0.5 | 0.2 | 2 | 1/2 |
| 1/3 | 3 | 0.3333... = 0.3 | 0.1111... = 0.1 | 3 | 1/3 |
| 1/4 | 2 | 0.25 | 0.1 | 2 | 1/10 |
| 1/5 | 5 | 0.2 | 0.03 | 11 | 1/11 |
| 1/6 | 2, 3 | 0.16 | 0.02 | 2, 3 | 1/12 |
| 1/7 | 7 | 0.142857 | 0.021 | 13 | 1/13 |
| 1/8 | 2 | 0.125 | 0.02 | 2 | 1/20 |
| 1/9 | 3 | 0.1 | 0.013 | 3 | 1/21 |
| 1/10 | 2, 5 | 0.1 | 0.012 | 2, 11 | 1/22 |
| 1/11 | 11 | 0.09 | 0.01131 | 23 | 1/23 |
| 1/12 | 2, 3 | 0.083 | 0.01 | 2, 3 | 1/30 |
| 1/13 | 13 | 0.076923 | 0.010323 | 31 | 1/31 |
| 1/14 | 2, 7 | 0.0714285 | 0.0102 | 2, 13 | 1/32 |
| 1/15 | 3, 5 | 0.06 | 0.01 | 3, 11 | 1/33 |
| 1/16 | 2 | 0.0625 | 0.01 | 2 | 1/100 |

## Presença da lógica quaternária nas linguagens humanas
Muitas ou todas dentre as línguas chumashianas usavam originalmente um sistema de contagem em base 4, no qual os nomes para números foram estruturados de acordo com os múltiplos de 4 e 16 (e não de 10). Existe uma lista remanescente de mais de 32 palavras de números no idioma ventureño, escrita por um padre espanhol em aproximadamente 1819.
Os números na escrita caroste possuem um sistema de contagem parcialmente na base 4, de 1 ao decimal 10.

## A Curva de Hilbert
Números quaternários são usados na representação das curvas de Hilbert em 2D. Um número real entre 0 e 1 é convertido através do sistema quaternário. Feita a conversão, cada dígito não-repetido indica em qual dos respectivos 4 sub-quadrantes o número será projetado.[carece de fontes?]

## Transmissão de dados
Códigos de linha quaternários já foram utilizados para transmissão de dados, da invenção do telégrafo ao código 2B1Q utilizado em circuitos RDIS (ISDN em inglês).